# Бродин, Эмилия
Эмилия Элизабет Бродин (в девичестве Аппельквист; швед. Emilia Elisabeth Brodin (Appelqvist), родилась 11 февраля 1990 года в Уппсале) — шведская футболистка, полузащитница клуба «Юргорден» и сборной Швеции. Серебряный призёр летних Олимпийских игр в Рио-де-Жанейро.

## Клубная карьера

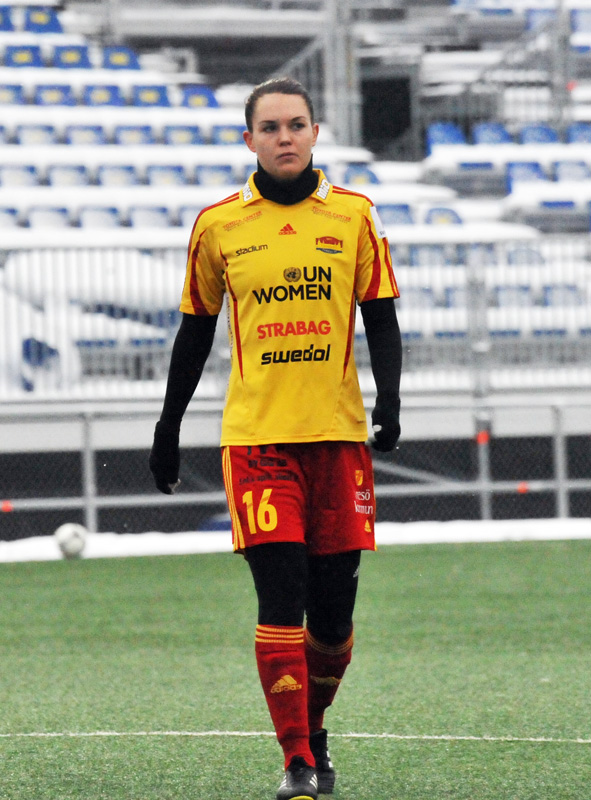
В составе «Тюресё» в 2013 году

Выступает на позиции опорной полузащитницы. Начинала карьеру в клубе «Белинге», в октябре 2007 года в возрасте 17 лет заключила четырёхлетнее соглашение с клубом. Проведя три сезона и пережив вылет из высшего дивизиона в 2008 году, она перешла в АИК, отклонив предложение «Тюресё». В 2010 году после вылета АИК Эмилия перешла в «Тюресё», поскольку ставила своей целью попадание в женскую сборную.
В 2012 году «Тюресё» выиграл свой первый титул чемпиона Швеции, который стал первым в карьере Аппельквист, но из-за усилившейся конкуренции она отправилась в аренду в «Питео» на 2013 год. В ноябре она официально стала игроком «Питео», несмотря на заинтересованность со стороны других клубов, и помогла клубу занять 3-е место в 2015 году. Позже Эмилия перешла в «Юргорден», мотивировав это желанием жить и тренироваться в Стокгольме. В январе 2017 года из-за травмы колена Эмилия выбыла до конца сезона, но в октябре продлила контракт на год.

## Карьера в сборной
В 2009 году Эмилия Аппельквист сыграла на чемпионате Европы среди девушек не старше 19 лет, где вошла в десятку лучших игроков по версии УЕФА. В 2010 году она же выступила на чемпионате мира среди девушек не старше 20 лет, причём была капитаном команды. Провела все матчи сборной, которая дошла до четвертьфинала, где проиграла сборной Колумбии 0:2.
В феврале 2010 года Эмилия и Антония Ёранссон были вызваны перед Кубком Алгарве. К июню 2013 года Бродин провела 11 игр за сборную до 23 лет, а в ноябре была вызвана тренером Пией Сундхаге на сборы в Босёне. 8 февраля 2014 года дебютировала матчем против Франции в Амьене (поражение 0:3). В мае с одноклубницей Хильдой Карлен попала в заявку на чемпионат мира в Канаде.
8 апреля 2016 года Эмилия забила первый гол за сборную в игре против Словакии в Попраде (отбор на чемпионат Европы). В середине мая ей потребовалась операция на мениске, но Эмилия была включена в заявку на Олимпиаду в Рио-де-Жанейро, что потом она называла «исполнением её мечты». Она провела два матча против Бразилии на турнире: в первом отыграла всего 15 минут, выйдя на замену, а во втором начала игру в стартовом составе, в итоге завоевав серебряные медали Олимпиады. Из-за травмы колена Эмилия пропустила Евро-2017.

### Голы за сборную
| Гол | Дата             | Место            | Противник | Счёт | Итог | Турнир                      |
| --- | ---------------- | ---------------- | --------- | ---- | ---- | --------------------------- |
| 1   | 8 апреля 2016    | Словакия, Попрад | Словакия  | 0:1  | 0:3  | ЧЕ-2017 (отборочный турнир) |
| 2   | 15 сентября 2016 | Швеция, Гётеборг | Словакия  | 1:0  | 2:1  | ЧЕ-2017 (отборочный турнир) |

## Личная жизнь
В июле 2017 года Эмилия вышла замуж за Даниэля Бродина, хоккеиста клуба «Юргорденс», с которым она была знакома с детства, и взяла его фамилию.

## Достижения
- Чемпионка Швеции: 2012
- Серебряный призёр летних Олимпийских игр: 2016